# 147-й гвардейский самоходный артиллерийский полк
147-й гвардейский самоходный артиллерийский Симферопольский Краснознамённый орденов Суворова, Кутузова и Александра Невского полк (сокр. 147 сап, в/ч 73966) — тактическое формирование Сухопутных войск Российской Федерации.
Полк находится в составе 2-й гвардейской мотострелковой дивизии и дислоцируется в пгт Калининец Наро-Фоминского района Московской области.

## История
Формирование первоначально создано как 594-й пушечный артиллерийский полк РГК. Полк создан 30 сентября 1941 года в городе Шуя Ивановской области.
Личный состав полка участвовал в обороне Харькова, Курска, Белгорода. В ходе Сталинградской битвы бойцы полка проявили мужество и стойкость, за что полку было присвоено звание «гвардейский» и номер 85. В 1944 и 1945 годах 85-й полк участвовал в Минской, Могилёвской, Осовецкой, Млавско-Эльбингской и Восточно-Померанской наступательных операциях. 24 апреля 1944 года за освобождение столицы Крыма приказом Верховного Главнокомандующего полк получил почётное наименование «Симферопольский».
Полк окончил войну как 85-й гвардейский гаубичный артиллерийский Симферопольский Краснознамённый орденов Суворова, Кутузова и Александра Невского полк.
По боевым заслугам он является одним из пяти особо отличившихся гвардейских артиллерийских полков, удостоенных в период Великой Отечественной войны шести и более наград и почётных наименований. В феврале 1947 года 85-й гвардейский гаубичный артиллерийский полк вошёл в состав 2-й гвардейской стрелковой дивизии с местом дислокации посёлок Алабино Наро-Фоминского района.
В апреле 1957 года полк переформирован в 147-й гвардейский артиллерийский полк (в/ч 34465) в составе 23-й гвардейской мотострелковой дивизии. Дислоцировался полк в Кобяково.
17 августа 1990 года 147-й гвардейский артиллерийский полк перешёл на штат самоходного артиллерийского полка 2-й гвардейской мотострелковой дивизии.
Вооружение 147-го гвардейского самоходного артиллерийского полка на 1991 год: 36 — 152-мм самоходных гаубиц 2С3 «Акация»; 12 — самоходных реактивных систем залпового огня БМ-21 «Град»; 4 — подвижных разведывательных пункта ПРП-3 «Вал»; 9 — машин командира батареи 1В18 «Клён-1»; 3 — машины командира дивизиона 1В19; 2 — разведывательные химические машины «Кашалот»; 1 — командно-штабная машина Р-145БМ «Чайка».
Вооружение 147-го гвардейского самоходного артиллерийского полка на 2007 год: 36 — 152-мм самоходных гаубиц 2С19 «Мста-С»; 1 — 152-мм самоходная гаубица 2С3 «Акация»; 1 — 122-мм самоходная гаубица 2С1 «Гвоздика»; 1 — 122-мм гаубица Д-30; 12 — самоходных реактивных систем залпового огня БМ-21 «Град»; 1 — подвижный разведывательный пункт ПРП-3 «Вал»; 4 — подвижных разведывательных пункта ПРП-4 «Нард»; 4 — машины командира батареи 1В18 «Клён-1»; 1 — машина командира дивизиона 1В19; 1 — командно-штабная машина Р-145БМ «Чайка».
В ходе военной реформы 2008—2009 гг. 2-я гвардейская мотострелковая дивизия была расформирована 15 мая 2009 года, вместе с ней был расформирован и 147-й гвардейский самоходный артиллерийский полк (в/ч 34465).
4 мая 2013 года решением министра обороны Российской Федерации Сергея Шойгу на базе 5-й отдельной мотострелковой бригады и других воинских частей, дислоцированных в Подмосковье, была воссоздана 2-я гвардейская мотострелковая Таманская ордена Октябрьской Революции Краснознамённая ордена Суворова дивизия. В составе дивизии также был восстановлен 147-й гвардейский самоходный артиллерийский Симферопольский Краснознамённый орденов Суворова, Кутузова и Александра Невского полк (в/ч 73966), с местом дислокации — пгт Калининец.
По итогам боевой подготовки в Сухопутных войсках за 2017 год 147-й гвардейский самоходный артиллерийский полк был награждён переходящим кубком, вымпелом и грамотой.
147-й гвардейский самоходный артиллерийский полк, периодически участвует в военных парадах на Красной площади в том числе в 1995-м, 2008-м, 2017-м и 2018 годах.
После Аннексии Крыма Российской Федерацией, полк стал поддерживать историческую связь с городом Симферополь в боях за который полк получил почётное наименование.
12 апреля 2020 года в администрации города Симферополя состоялось торжественное подписание соглашения о сотрудничестве между Симферополем и командованием войсковой части № 73966 в сфере патриотического воспитания граждан.

## Галерея
- Полевые занятия 147-го гвардейского самоходного артиллерийского полка 1 сентября 2015 на полигоне Алабино